# Lila Ratsifandrihamanana
Lila Hanitra Ratsifandrihamanana (* 1959 in Madagaskar) ist eine madagassische Politikerin und Diplomatin.
Ratsifandrihamanana war von 1997 bis 1998 Ministerin für wissenschaftliche Forschung und von 1998 bis 2002 Außenministerin ihres Landes. Sie trat am 27. Februar 2002 inmitten der politischen Krise nach den Präsidentschaftswahlen vom Dezember 2001 zurück, weil sie, so ihre Sprecherin, „persönlich für den Vergleich der Berichte“ bezüglich der Wahlumfrage war. Im Anschluss wurde sie dann 2002 Botschafterin in Senegal. 2007 wurde sie Ständige Vertreterin der Afrikanischen Union sowie Ständige Beobachterin der Afrikanischen Union bei den Vereinten Nationen in New York. Von 2009 bis 2012 war sie Direktorin des UN-Verbindungsbüros der Ernährungs- und Landwirtschaftsorganisation der Vereinten Nationen (FAO) in New York.

## Leben
Lila Hanitra Ratsifandrihamanana ist das sechste Kind von Henri Ratsifandrihamanana (1921–1982), Kinderarzt und engagierter politischer Kämpfer gegen den Kolonialismus, und Clarisse Andriamampandry Ratsifandrihamanana (1926–1987), eine angesehene Schriftstellerin und Dichterin sowie Mitglied der madagassischen Akademie (Académie Malgache) und weiterer nationaler und internationaler literarischer Organisationen.
Lila Hanitra Ratsifandrihamanana hat einen M.Sc. in Verwaltungswissenschaften, Diplomatie und Internationalen Beziehungen von der Fairleigh Dickinson University, NJ, USA (2010). Darüber hinaus hat sie einen Abschluss in Bergbautechnik mit Spezialisierung in Geophysik und einen Master-Abschluss in Geologie vom St. Petersburger Bergbauinstitut, Russland (1985).
Lila Hanitra Ratsifandrihamanana begann ihre berufliche Laufbahn 1986 als Lehrerin und Forscherin an der Höheren Pädagogischen Hochschule der Université d’Antananarivo, Madagaskar. Im Jahr 1992 wurde sie als Senior Teacher für die Ausbildung von Pädagogen in den Naturwissenschaften an der École Normale Supérieure in Antananarivo ernannt und wurde danach Leiterin des Zentrums für Studien und Forschung in den Naturwissenschaften.
Lila Hanitra Ratsifandrihamanana, die sich im nationalen politischen Leben engagiert, war die stellvertretende Vorsitzende der Partei AKFM/Fanavaozana und Präsidentin der angeschlossenen Frauenvereinigung „Femmes pour le renouveau“. Sie war auch Mitglied der Vereinigung madagassischer Ministerinnen und Parlamentarierinnen und nahm an einer Reihe von Wahlen auf nationaler, provinzieller und kommunaler Ebene teil.
Im Februar 1997 wurde sie zur Ministerin für wissenschaftliche Forschung ernannt und war mit 38 Jahren die erste Frau, die diese hohe Position innehatte. Zu ihren Errungenschaften gehört die Lancierung der Serie von nationalen Forschungsveranstaltungen und Ausstellungen mit dem Namen „Hall de la Recherche Nationale (HARENA)“.
Im Juli 1998 wurde sie zur Ministerin für auswärtige Angelegenheiten der Republik Madagaskar ernannt und hatte dieses Amt bis Februar 2002 inne. Als Leiterin der madagassischen Diplomatie vertrat Ratsifandrihamanana Madagaskar bei verschiedenen hochrangigen Treffen und Konferenzen der Vereinten Nationen, der OAU/Afrikanischen Union, der Internationalen Organisation der Frankophonie, der Bewegung der Nichtregierungsorganisationen, der Gruppe der 77 und der am wenigsten entwickelten Länder. Sie war aktiv an den Aktivitäten regionaler Organisationen wie IOR-ARC, COMESA und der Kommission für den Indischen Ozean (IOC) beteiligt, deren Vorsitz sie 2000–2001 innehatte.
Lila Hanitra Ratsifandrihamanana unternahm eine Reihe von offiziellen Besuchen in mehr als fünfzig Ländern und initiierte internationale Treffen und Veranstaltungen in Madagaskar. Während ihres offiziellen Besuchs in China im Mai 1999 lancierte sie die Idee einer Plattform für den Austausch zwischen China und Afrika, die später zum Forum für die Zusammenarbeit zwischen China und Afrika (FOCAC) wurde.
Von 2002 bis 2006 war sie Botschafterin von Madagaskar in Senegal, Mali, Burkina Faso, Marokko, Kap Verde, Gambia und der Elfenbeinküste. Im Januar 2007 wurde sie zur Botschafterin, Ständigen Vertreterin und Ständigen Beobachterin der Afrikanischen Union bei den Vereinten Nationen in New York ernannt. Von Oktober 2009 bis September 2012 war sie Direktorin des FAO-Verbindungsbüros bei den Vereinten Nationen in New York.
Ratsifandrihamanana ist an den Aktivitäten einer Reihe von Organisationen beteiligt, unter anderem der NGO „TANY VAO – TERRE NOUVELLE - NEW LAND“, als Gründungspräsidentin, der Vereinigung „ACCUEIL MADAGASCAR“. Sie ist auch Vorstandsmitglied der Vereinigung „WOMEN, SCIENCES, DEVELOPMENT“ und der Nationalen Vereinigung der Geologen in Madagaskar (UNGM).